# SMG (レーシングチーム)

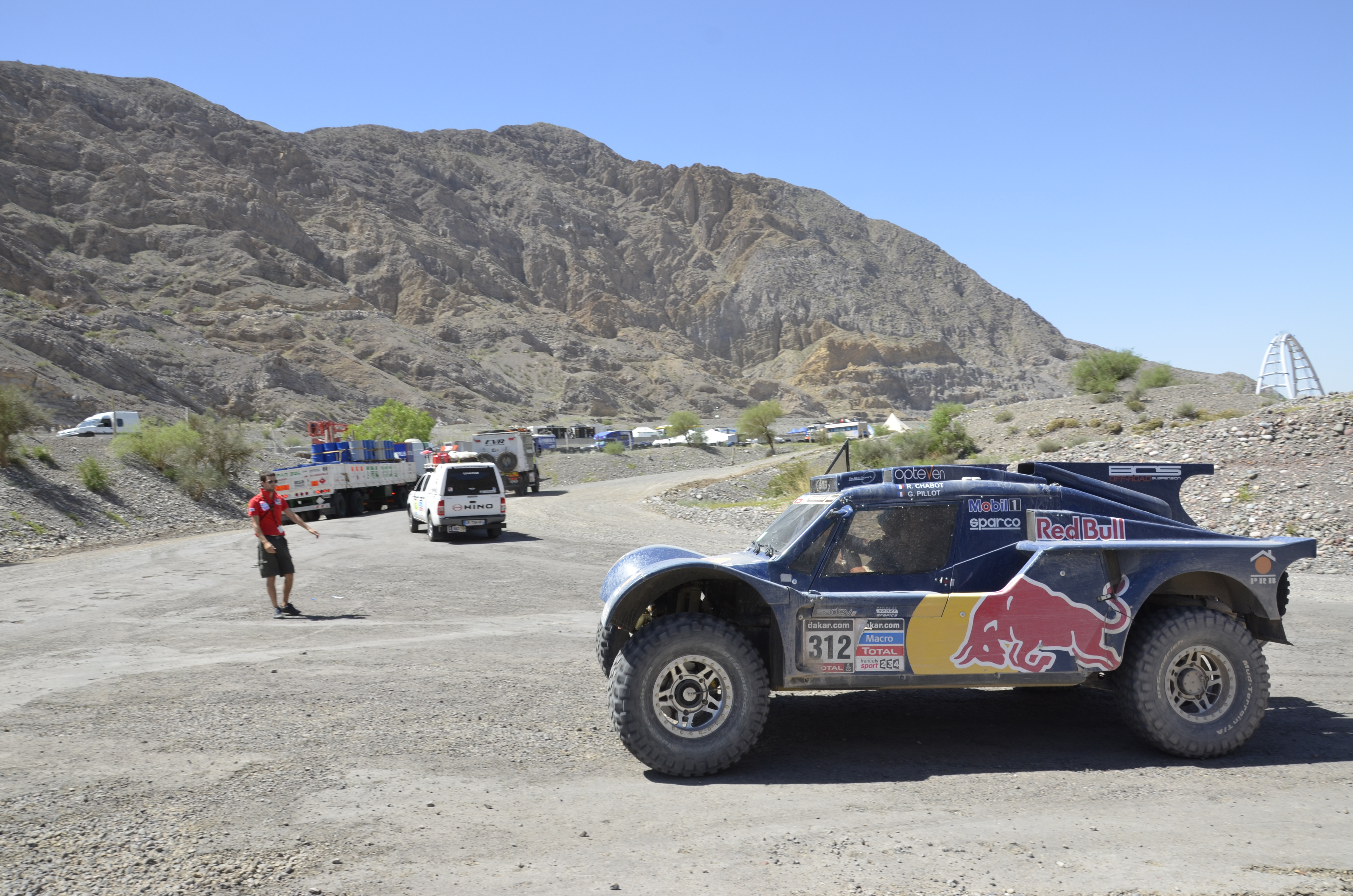
2014年ロナン・シャボー/ジル・ピロー組のレッドブル・SMGバギー

SMGとは、フランスのレーシングチーム/コンストラクター。『Speedy-Mobil- Gache』の略である。
創設者はレーシングドライバーのフィリップ・ガッシェ。
名称やその表記は情報媒体や時期によって「S.M.G」「SMGコンペティション」「SMGモータースポーツ」「SMGチーム」「チームSMG」など様々である。

## 概要

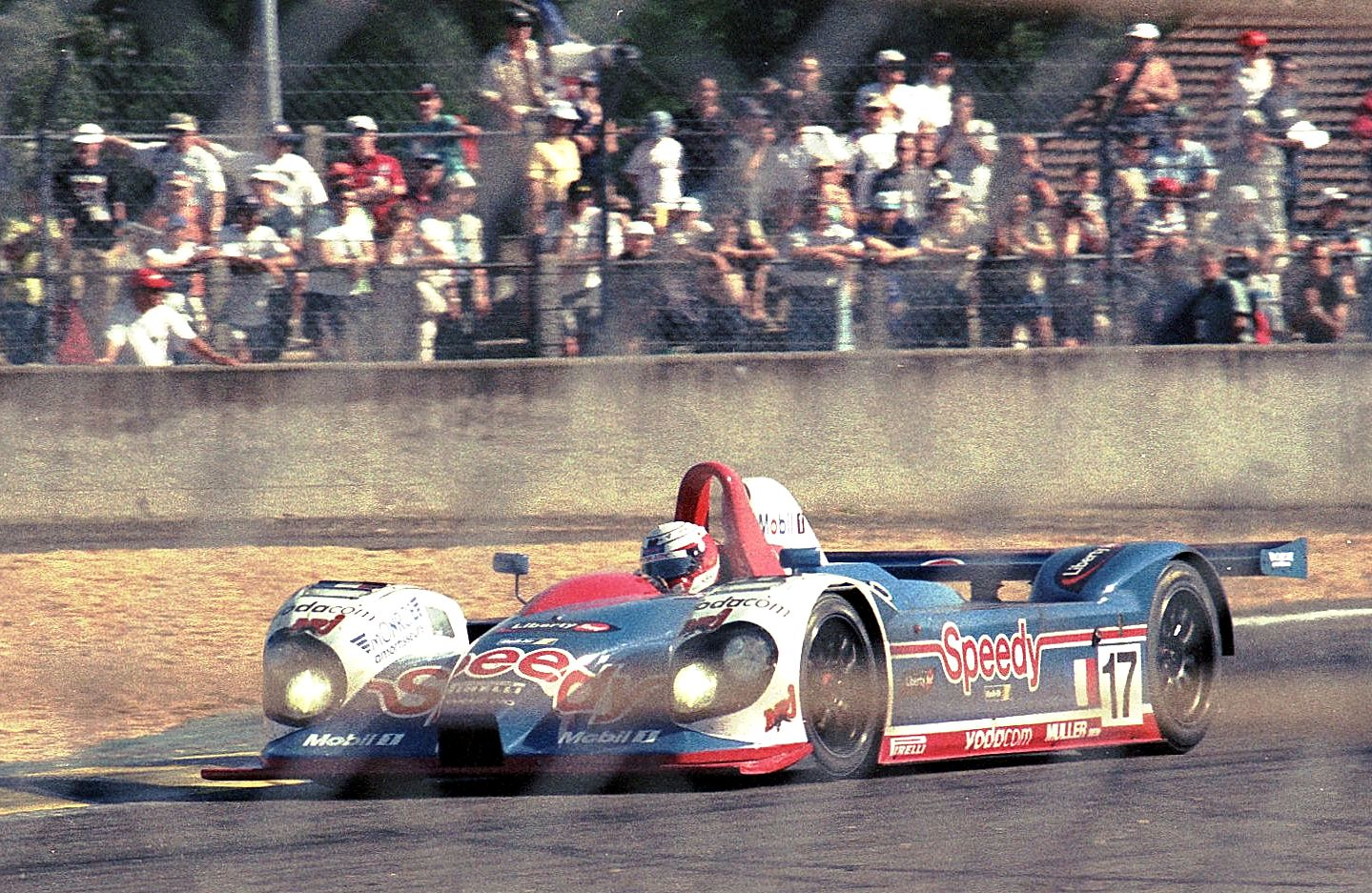
2000年クラージュ・60でル・マンに参戦

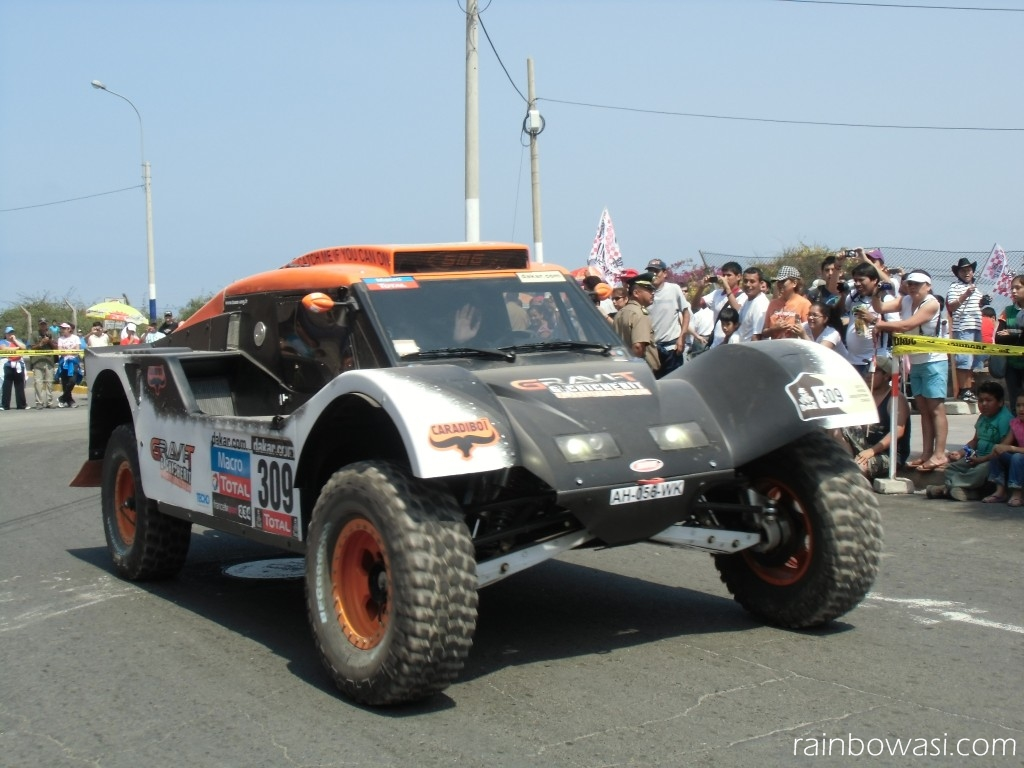
2013年ダカールでゲラン・シシェリ/ジャン＝ピエール・ギャルサン組がドライブするSMGバギー

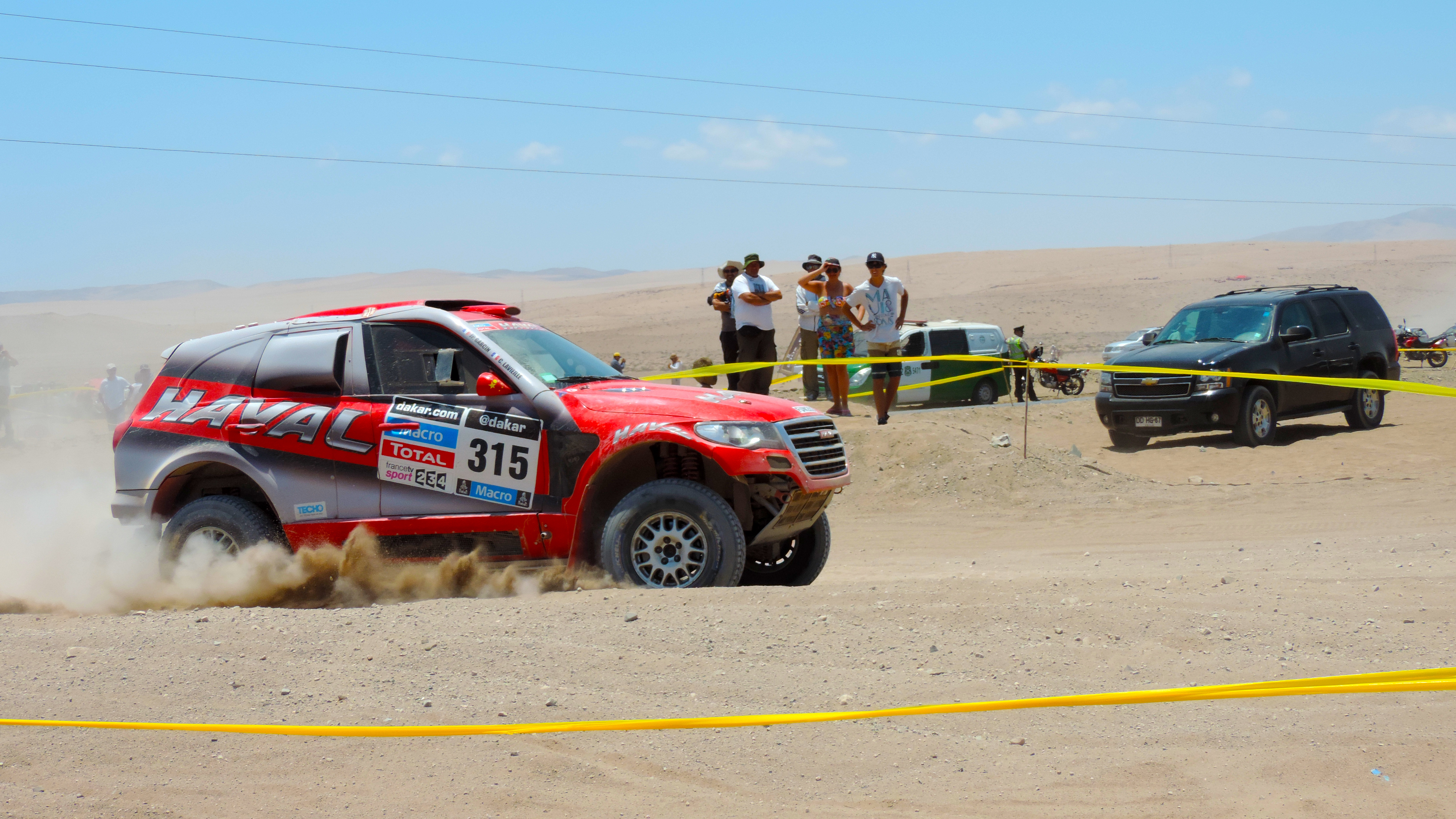
2014年ダカールでチーム・グレート・ウォール・ハヴァルSMGとして参戦する、クリスチャン・ラビエル/ジャン＝ピエール・ギャルサン組のハヴァルSUV

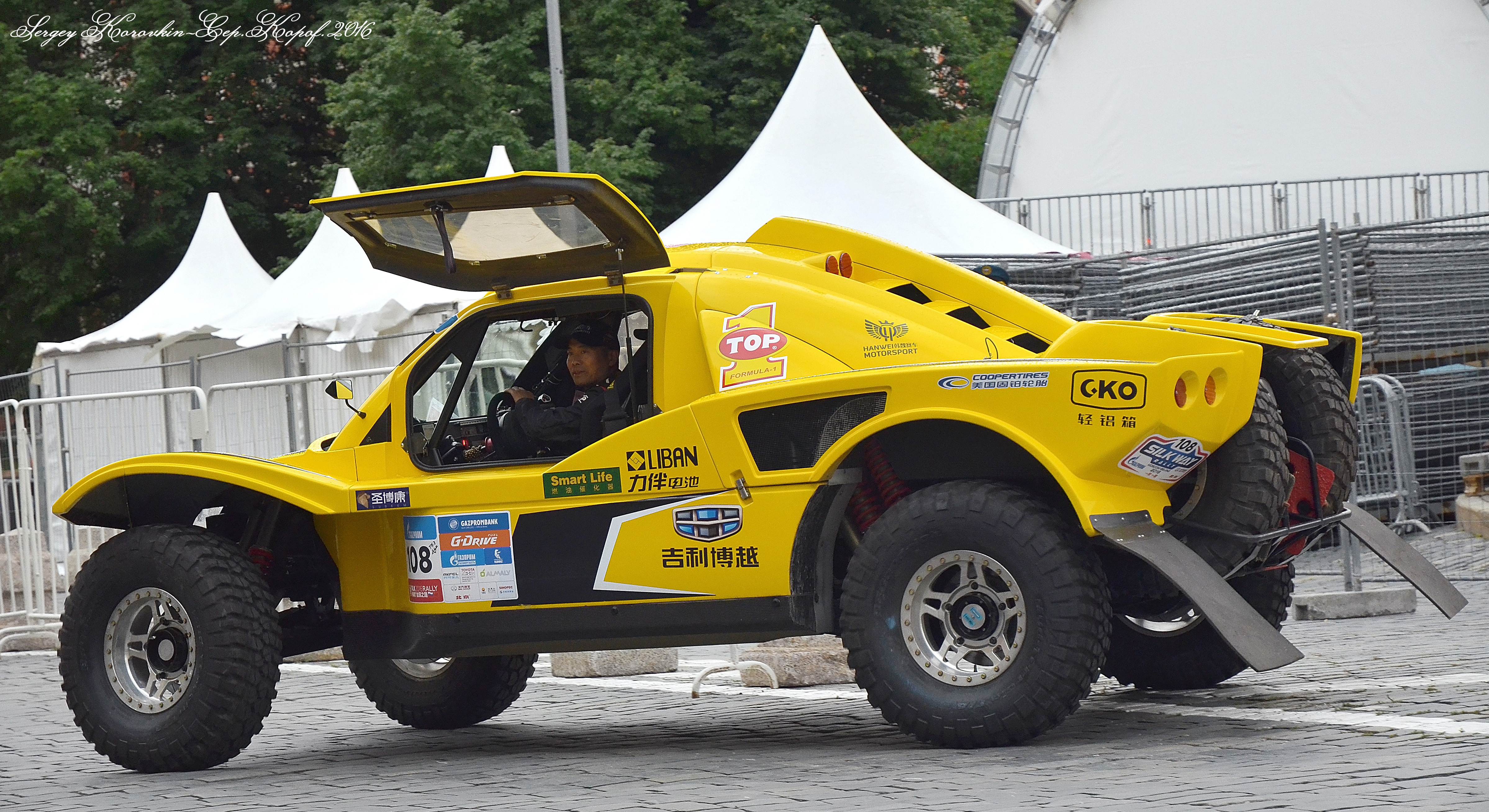
2016年シルクウェイ・ラリーに吉利魏韩SMGチームとして参戦するウェイ・ハン/ジャン＝ピエール・ギャルサン組

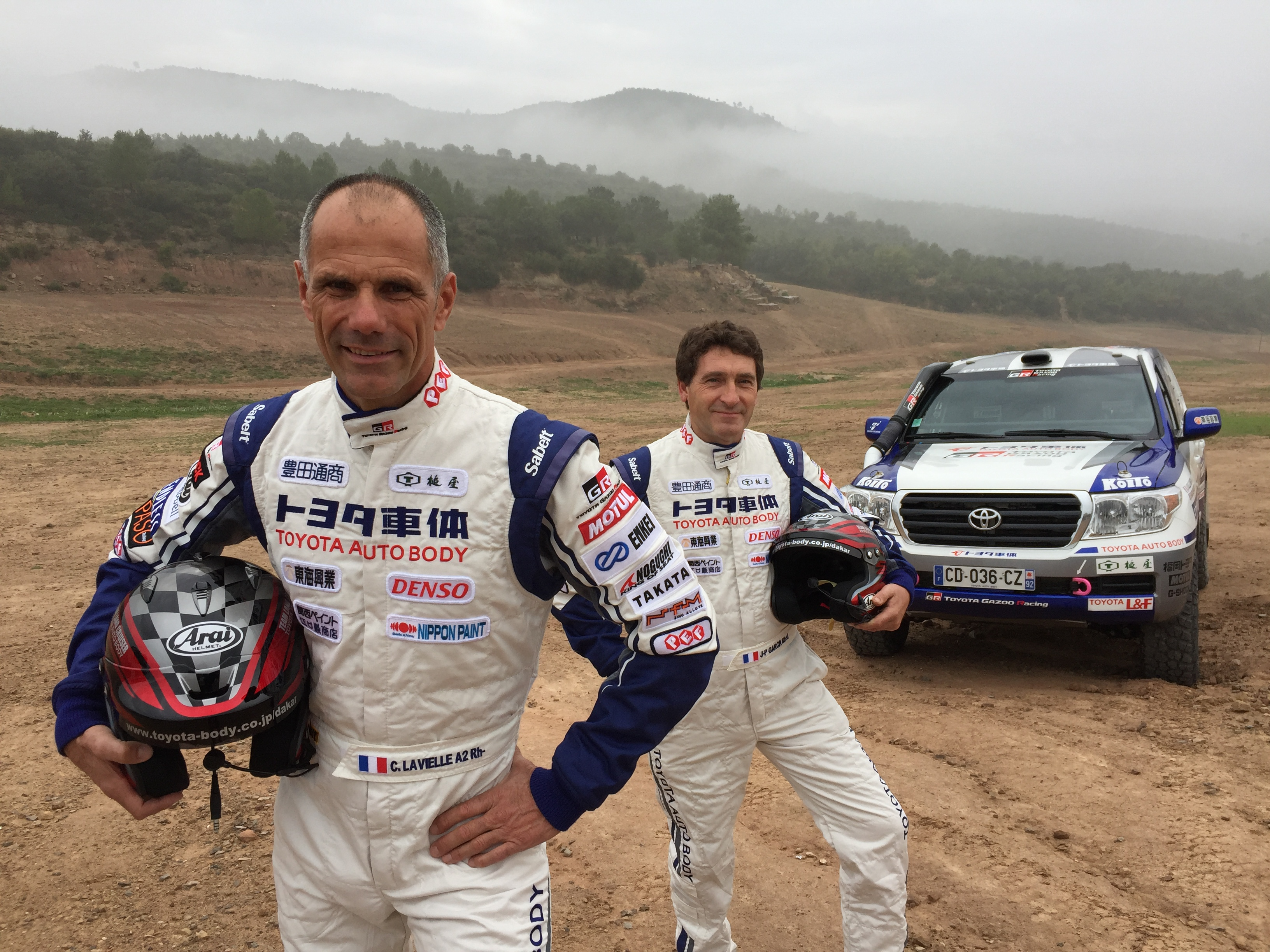
2017年チームランドクルーザーのクリスチャン・ラビエル/ジャン＝ミッシェル・ポラト組

1997年創設。ガッシェはF1を目指してフォーミュラ・フォードから国際F3000へと9年間フォーミュラカーに乗り続けていたが、その夢が叶わないと気づいてから、様々なカテゴリに挑戦したくなったのがチーム発足のきっかけである。最初チームはガッシェの故郷であるアヴィニョンに本拠を置いた。
2000年前後はル・マン24時間、パイクスピーク・ヒルクライム、ラリー、アンドロス・トロフィー、スーパーツーリズム選手権、GTレースなどに参戦した。オレカのユーグ・ド・ショーナックとも懇意だったガッシェは、この頃からオレカからル・マンなどに参戦しており、後にチームも頻繁に提携するようになる。
2003年から二輪駆動のバギーカーでダカール・ラリーに挑戦している。ガッシェ自身もトヨタ・チーム・アラコ（後のチームランドクルーザー）で4年間ダカールを戦ったジャン＝ピエール・ギャルサンらをナビとして参戦し、2006年には総合12位につけた。初年度のみフランスのグロワン・ディベロップメント（1982-83年のトラック部門優勝者ジョルジュ・グロワンの会社）が製造したメルセデス・ML430を用いていたが、マシン開発の経験もあったガッシェは、サーキットマシンのような大規模な風洞を必要としないことから2004年から自作バギーを投入するようになった。ラリーレイド参戦に当たってガッシェはヴァロリス、次いで2008年にはフレジュスへ本拠を移した。
2004年はフォルクスワーゲンのワークスから放出されたステファン・アンラール、2006年はプロトタイプスポーツカーのコンストラクターとして知られるアンリ・ペスカローロもSMGバギーをドライブしてダカールへ参戦した。また2004年にはガッシェと親交のあるジャン・アレジがスポンサーした上、SMGバギーに試乗している。
2007年は当時問題視されていたコスト高騰へのアンチテーゼとして、キャリア初期に一人乗りバギーで参戦していたジャン＝ルイ・シュレッサーの発案・技術供与により、パック料金で格安に参戦できるシングルシーターバギーの「バギー・デザート・カップ」を試験的に製造した。同年ダカールでは5台がエントリーしたが、唯一ガッシェのマシンだけが総合31位で完走した。これは結局普及せず終わった。
2008年シルクウェイ・ラリーでは「もう四輪駆動はいい」と言って地方ラリーでポルシェ・911をドライブしていた、WRCドライバーのフランソワ・デルクールがギャルサンをナビとして参戦した。
2010年代はアフリカ・エコレース時代のシュレッサーバギーも手がけた、カリフォルニア州のJIMCOレーシングと共同開発した二輪駆動バギーを投入。エンジンは初期はポルシェやGM、BMW（ディーゼル）など様々なものを搭載したが、最終的にはオレカがチューニングしたGM製7リッターV8自然吸気エンジンに落ち着いた。
2010年は、トヨタ・フランスのランドクルーザーでワールドカップのグループT2（市販車クラス）を制覇した経歴を持つロナン・シャボー/ジル・ピロー組が加入。彼らは2012年にグループT1.3（ガソリン二輪駆動車クラス）で1位を獲得した。
2013年にはシャボー/ピロー組とゲラン・シシェリ/ジャン＝ピエール・ギャルサン組により総合7-8位フィニッシュを果たした。またステージ8ではシシェリ/ギャルサンがステファン・ペテランセル/ジャン＝ポール・コトレ組と共に道に迷ったが、輝かしい実績を持つ彼らについていくことなく、ギャルサンが自信を持って正確なナビゲーションをしたことでSMG初のステージ勝利までこぎ着けた。
しかしこのSMGの活躍に対し苛立ちを隠せないX-raidの創設者のスヴェン・クワントは、ガッシェに面と向かってSMGバギーを「ジャガイモ」（一説には「スイカ」とも）呼ばわりした上で、「ウチは数百万ドルを費やしているのに、10万ドル程度のバギーが勝てるのはおかしい」と因縁をつけた。これにガッシェも腹を立てながらこのラリーにどれだけ時間と金を注ぎ込んできたかを説明するという一幕があった。また二輪駆動のハマー・H3で参戦していた、直球な発言で知られるロビー・ゴードンは、SMGバギーの形状を「キャンプテーブルのようだ」とも揶揄していた。
この時期SMGは中国メーカーのハヴァル（長城汽車）のプロトタイプマシンのオペレーションとメンテナンスも請け負っており、元三菱のカルロス・スーザや元日産チーム・ドスードのクリスチャン・ラビエルらが「チーム・グレート・ウォール・ハヴァルSMG」として参戦し、2014年にスーザが中国車初のステージ勝利・ラリーリーダーを記録した。
チーム最大のハイライトは2014年で、レッドブルを冠スポンサーに迎え、チーム名を「レッドブル・SMGラリーチーム」とした上でダカール覇者のカルロス・サインツ/ティモ・ゴットシャルク組を据えた。サインツは2011、2012年にガッシェが用意したポルシェ・911でヒストリックラリーに出場したという縁があった。サインツは二輪駆動バギーを「砂丘や岩場では速いが、ツイスティなコースや舗装路では遅い」と評している。サインツ/ゴットシャルクはステージ4・7で勝利し、ステージ4終了時点では総合首位に立って総合優勝を争う競争力があることを示したが、ステージ5のナビゲーションミスとステージ9の足回りの破損で3時間近く後退。ステージ10では給油を行おうとルートを外れた際に他のバギーと衝突し、リタイアに終わっている。
2015年はスキージャンパーのアダム・マリシュが加入。シャボー/ピローが復帰初年でサインツも移籍したプジョー・スポール勢を上回り、シャボー/ピローが二輪駆動最速マシンとして3度目のクラス優勝を果たした。シャボー/ピローはこの年限りでグループT1.1のトヨタ・ハイラックスをドライブするために離脱した。
ハヴァルとの提携終了後、ラリーレイドに興味を示していたインドのマヒンドラとの提携も噂されたが、実現しなかった。その後は他のプライベーターへのマシン供給に注力することになる。2017年に新たにFIA規定のバギーカーを開発した。
2016年から中国人のウェイ・ハン率いるハンウェイ・モータースポーツおよび中国車メーカーの吉利汽車（ジーリー）と提携して、吉利の看板を掲げてシルクウェイ・ラリーを中心に参戦。2017年は総合3位、2018年は2位となった。
SMGはハンと共に2019年にダカールに復帰。2020年限りで吉利は外れるが、ウェイ・ハン/マー・リー組は2023年ダカールで中国人ドライバー最高成績となる総合8位を記録した。
2017年から現在までグループT2で参戦するトヨタ車体のTLC（チームランドクルーザー）のマシン開発・製造パートナーも担っており、ガッシェも開発ドライバーを担当することがある。ラビエルとギャルサンはTLCやハンウェイで参戦したが、2020年限りでSMGを離脱した。
2021年末にはオレカとの提携でハイブリッドシステムを搭載したバギーカーを開発していると報じられたが、2023年6月現在投入には至っていない。